# كيلر
كيلر (بالإنجليزية: Keller, Texas)‏ هي مدينة تقع في مقاطعة تارانت، تكساس بولاية تكساس في شمال شرق الولايات المتحدة. تبلغ مساحة هذه المدينة 47.8 (كم²)، وترتفع عن سطح البحر 216 م، بلغ عدد سكانها 39627 نسمة في عام 2010 حسب إحصاء مكتب تعداد الولايات المتحدة .

## أعلام
- إدوارد إيفرت دالي
- غاريت هارتلي
- ديل بالارد جونيور

## وصلات خارجية
- The US50 - Cities and Towns in Texas State